# Délire de persécution
 Mise en garde médicale
 (mars 2020).
Le délire de persécution est une condition délirante durant laquelle l'individu affecté croit être persécuté. Il existe en particulier deux éléments centraux dans ce type de délire : la première, le patient pense qu'un préjudice lui est causé ; la deuxième, le patient pense que son « persécuteur » a l'intention de lui porter préjudice.
Le délire de persécution est une forme répandue de délire chez les personnes atteintes de troubles psychotiques qui croient être ou avoir été manipulées, être tourmentées, suivies, moquées, espionnées, ridiculisées... Dans le DSM-IV-TR, le délire de persécution est le symptôme principal du trouble délirant. Lorsqu'une action en justice veut être faite par un patient, ce délire est nommé « paranoïa quérulente. »

## Signes et symptômes
Les pensées paranoïaques ont toujours été considérées par les médecins comme un symptôme de troubles mentaux sévères. Le délire de persécution est un symptôme caractéristique, et le second symptôme le plus récurrent de la psychose. Il se caractérise par une perte du sens de la réalité, se traduisant par de fausses convictions irrationnelles, auxquelles le patient adhère de façon inébranlable dans le dessein de revendiquer le statut de victime déresponsabilisée de ses actes et paroles. Il survient généralement au cours d'une intoxication le plus souvent, et lors de crises de démences séniles et pré-séniles, entre autres,. Cependant, des délires ou idées de persécution se manifestent également chez les patients atteints de schizophrénie, de paraphrénie, de psychose, et de dépression. Il existe également d'autres troubles d'ordre neurologique dans lesquels le délire de persécution peut survenir chez une minorité de patients comme la manie, le trouble de stress post-traumatique et l'épilepsie. 
Les patients souffrant de délire de persécution se sentent anxieux et irritables dans leur vie quotidienne. Ils se persuadent de choses souvent à tort pour justifier leurs craintes, à tel point qu'ils se convainquent qu'une menace peut arriver à tout moment. Les patients souffrant de délire de persécution appellent fréquemment les secours, même lorsqu'ils ne sont pas en danger imminent. Le délire de persécution est un type de délire généralement pris en charge en milieu hospitalier.

## Causes
Les médecins et psychiatres ne connaissent pas les causes exactes du délire de persécution. Des recherches suggèrent un rôle génétique significatif dans le développement du délire de persécution. Sigmund Freud dans son étude de Mémoires d'un névropathe de Daniel Paul Schreber en 1903, décèle « dans le délire de persécution une déformation qui consiste en un retournement de l'affect. »

## Traitement
Le délire de persécution est habituellement traité par des médicaments similaires à ceux utilisés pour traiter la schizophrénie, c'est-à-dire des antipsychotiques de première génération et de seconde génération. Cependant, il peut être difficile de faire accepter de l'aide à un patient,.